# Ben Scheres

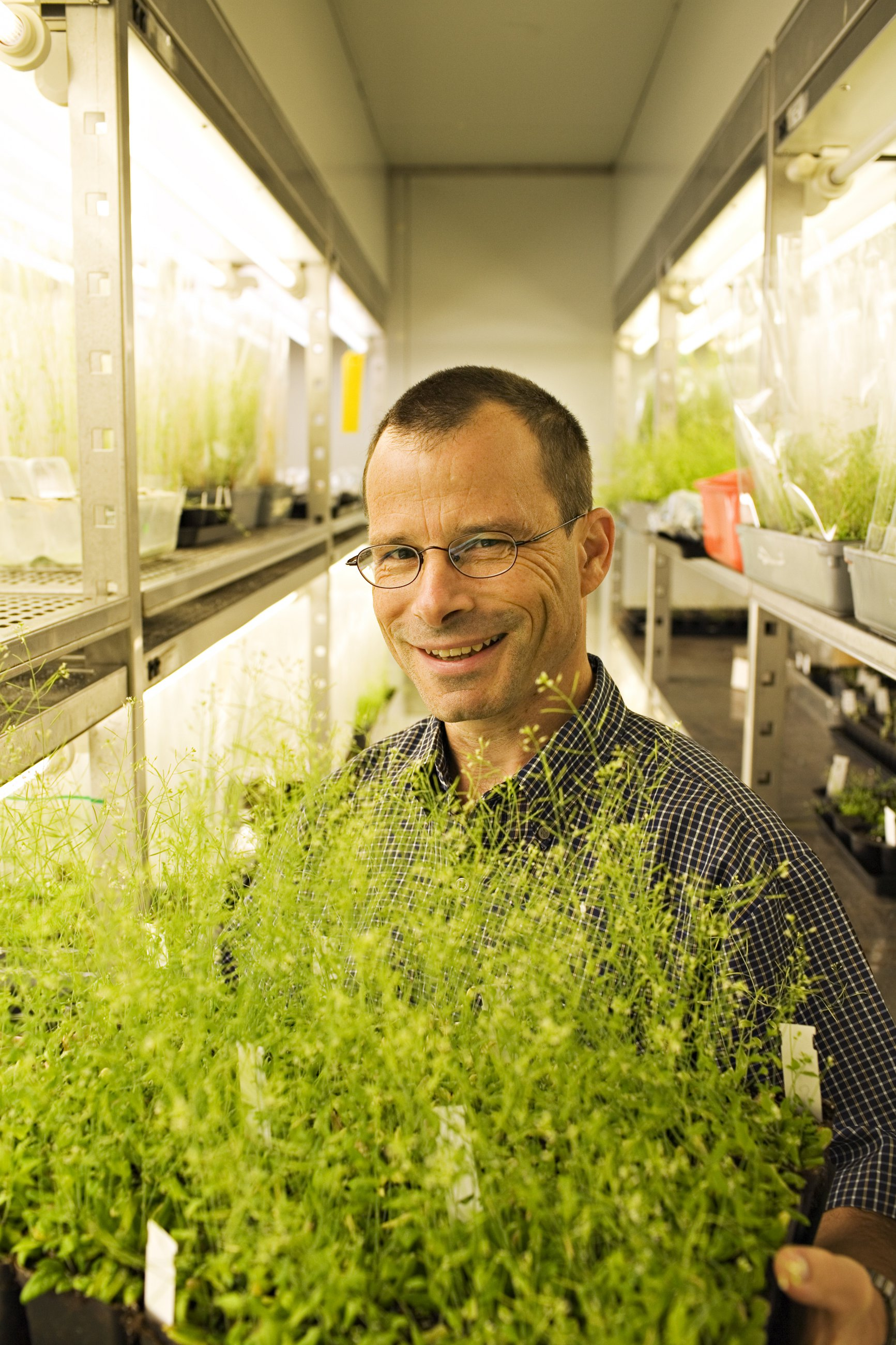
Ben Scheres (2006)

Bernardus Johannes Godefridus Scheres (Ben) Scheres (* 10. Juli 1960 in Echt) ist ein niederländischer Entwicklungsbiologe. Er ist Professor für Entwicklungsbiologie von Pflanzen an der Universität Wageningen.
Scheres studierte Phytopathologie an der Universität Wageningen, an der er 1990 promoviert wurde. Nach  Post-Doktorandenzeit am Labor für Genetik in Gent wurde er Dozent an der Universität Utrecht, wo er 1999 Professor für Entwicklungsbiologie von Pflanzen wurde und 2005 Professor für Molekulargenetik.
Scheres befasst sich mit der Entwicklungsbiologie von Pflanzen und dem Vergleich zu der von Tieren, wobei er viele Ähnlichkeiten entdeckte. Dabei benutzte er die Acker-Schmalwand als Versuchspflanze. Unter anderem entdeckte er die Rolle von Stammzellen beim Wachstum und der Formentwicklung der Wurzeln. Dabei schaltete er gezielt einzelne Zellen mit einem Laser aus und blockierte einzelne Gene, um deren Rolle in der Entwicklung zu erkunden.
2006 erhielt er den Spinoza-Preis. Er erhielt den Preis für junge Chemiker der niederländischen Forschungsorganisation NWO. 2004 wurde er Mitglied der Königlich Niederländischen Akademie der Wissenschaften. 2000 erhielt er den Siron Pelton Prize der American Botanical Society. 2017 wurde er in die European Molecular Biology Organization gewählt, 2024 zum Mitglied der Academia Europaea.

## Schriften
- mit L. Dolan u. a.: Cellular organisation of the Arabidopsis thaliana root, Development 119, 1993, S. 71–84.
- mit H. Wolkenfelt: The Arabidopsis root as a model to study plant development, Plant Physiol. Bioch., Band 36, 1998, S. 21–32.
- Stem Cells: A Plant Biology Perspective, Cell, Band 122, 2005, 499–504
- Stem-cell niches: nursery rhymes across kingdoms, Nature Reviews Molecular Cell Biology, Band 8, 2007, S. 345–354